# Evaristo de Macedo
Evaristo de Macedo Filho, född 22 juni 1933 i Rio de Janeiro, är en brasiliansk före detta fotbollsspelare, och tränare. Evaristo spelade 14 landskamper för Brasilien och gjorde 8 mål. 
Han var huvudtränare för Iraks fotbollslandslag under VM 1986.

## Spelarkarriär

### Klubbar
- 1950-1952 - Madureira EC
- 1953-1957 - Flamengo
- 1957-1962 - FC Barcelona
- 1962-1965 - Real Madrid
- 1965-1967 - Flamengo